# Tâm thức nguyên thủy
Theo Lévy-Bruhl thì tâm thức nguyên thủy (mentalité primitive) có hai đặc tính cơ bản đó là tiền luận (prélogique) và huyền bí (mystique).
Thứ nhất, tâm thức nguyên thủy mang tính "tiền luận". Theo Lévy-Bruhl (ở tác phẩm "Chức năng tinh thần trong các xã hội cổ sơ"), người nguyên thủy không biết đến sự mâu thuẫn (contradiction) và cái bất khả (l'impossible), họ không có quan niệm về nhân quả (causalité). Người nguyên thủy nhắm đến những điều huyền bí (mythes) hơn là tin vào kinh nghiệm cảm giác (l'expérience sensible). Kể từ Aristotle trở đi, tư duy luận lý gắn với nguyên lý đồng nhất (A là A) và nguyên lý cấm mâu thuẫn (A không là không A). Nhưng với người nguyên thủy, họ lại cho rằng họ là chính bản thân họ (lui-même) và cũng là kẻ khác (autre). Tư duy luận lý phân biệt một cách rõ ràng thành phần (partie) với toàn thể (tout), nhưng với người nguyên thủy thì họ lại xem thành phần đáng giá hơn (vaut) toàn thể: cái đầu đáng giá hơn cơ thể. Với người nguyên thủy, họ không đặt thành vấn đề đối với quan niệm về sự hiện diện kép (bi-présence) cũng như tương quan nhị nguyên-đơn nhất (dualité-unité). Người nguyên thủy không đối lập giữa tự nhiên (nature) và siêu nhiên (surnature), họ cũng không đề ra các khái niệm, các quan niệm trừu tượng và phổ quát.
Thứ hai, tâm thức nguyên thủy mang tính "huyền bí", nằm nơi "kinh nghiệm huyền bí" (expérience mystique). Lévy-Bruhl phát triển quan niệm này trong "Kinh nghiệm huyền bí và những biểu tượng của người nguyên thủy". Kinh nghiệm huyền bí nói chung là "một cảm thức liên lũy không có ý thức rõ ràng về sự hiện hữu của những sự vật tương tự với điều được nói đến trong những chuyện huyền bí và thần thoại". Người nguyên thủy nhìn thực tại với một tinh thần huyền bí (esprit mythique), họ tiến hành phối trộn kinh nghiệm với niềm tin (croyance) về một thực tại vô hình (invisible) và bất khả thông tri (insaisissable) ở đó linh hồn, cái chết và những tác lực siêu nhiên lưu trú (règnent). Người nguyên thủy không xem trọng mục đích hiểu biết (cognitif) hơn so với mục đích cảm tính (affectif): họ tìm kiếm sự có mặt và sự hoạt động của các năng lực siêu nhiên (puissances surnaturelles) hơn là những tác nhân vật lý khách quan. Người nguyên thủy cảm nhận được - họ không quan niệm về - một mối cộng cảm (sympathie) giữa các sự vật, Lévy-Bruhl gọi đây là "sự tham nhập" (participation).